# روبرت بيل (سياسي كندي، مواليد 1827)
روبرت بيل هو سياسي كندي، (ولد في تورونتو في كندا 1827 – 1883 م). نشط حزبياً في حزب أونتاريو المحافظ التقدمي. وقد انتخب عضو برلمان مقاطعة أونتاريو.